# 王金南
王金南（1963年7月—），浙江武义人，中华人民共和国环境科学家、中国工程院院士。

## 生平
先后获清华大学学士、硕士和博士学位。任中华人民共和国环境保护部环境规划院副院长兼总工程师、中国环境科学学会环境经济学专业委员会主任，中国能源学会系统工程分会委员，中国环境文化促进会常务理事，中华环境保护联合会常务理事，《中国环境政策》主编，《环境科学研究》杂志编委。2017年7月，当选农工党北京市第十三届委员会副主任。2017年11月，当选中国工程院院士。2017年12月，当选中国农工民主党中央委员会常委。2018年，当选第十三届全国人大代表。
2022年7月，当选为农工党北京市委主任委员。